# Condado de Boone (Virginia Occidental)
El condado de Boone (en inglés: Boone County), fundado en 1847, es uno de los 55 condados del estado estadounidense de Virginia Occidental. En el año 2000 tenía una población de 25.535 habitantes con una densidad poblacional de 20 personas por km². La sede del condado es Madison.

## Geografía
Según la Oficina del Censo, el condado tiene un área total de 1303 km² (503,1 mi²), de la cual 1303 km² (503,1 mi²) es tierra y 0 km² (0 mi²) (0.04%) es agua.

### Condados adyacentes
- Condado de Kanawha - norte
- Condado de Raleigh - este
- Condado de Wyoming - sur
- Condado de Logan - suroeste
- Condado de Lincoln - oeste

### Carreteras
- U.S. Highway 119
- Ruta de Virginia Occidental 3
- Ruta de Virginia Occidental 17
- Ruta de Virginia Occidental 85
- Ruta de Virginia Occidental 94

## Demografía
En el 2000 la renta per cápita promedia del condado era de $25,669, y el ingreso promedio para una familia era de $31,999. En 2000 los hombres tenían un ingreso per cápita de $34,931 versus $19,607 para las mujeres. El ingreso per cápita para el condado era de $14,453. Alrededor del 22.00% de la población estaba bajo el umbral de pobreza nacional.

## Comunidades

### Ciudades y pueblos incorporados
- Danville
- Madison
- Sylvester
- Whitesville

### Comunidades incorporadas
| - Andrew - Ashford - Bald Knob - Bandytown - Barrett - Bigson - Bim - Bloomingrose - Blue Pennant - Bob White - Bradley - Brushton - Cameo - Cazy - Clinton - Clothier | - Comfort - Coopertown - Dartmont - Dodson Junction - Easly - Eden - Elk Run Junction - Emmons (parte) - Foch - Foster - Fosterville - Garrison - Gordon - Greenview - Grippe | - Havana - Hewett - Hopkins Fork - Janie - Jeffrey - Julian - Keith - Kirbyton - Kohlsaat - Lanta - Lick Creek - Lindytown - Low Gap - Manila - Marnie | - Marthatown - Maxine - Milltown - Morrisvale - Montcoal - Nelson - Orgas - Ottawa - Peytona - Pondco - Powell Creek - Prenter - Price Hill - Quinland - Racine | - Ramage - Ridgeview - Rumble - Saxon - Secoal - Seth - Sharlow - South Madison - Turtle Creek - Twilight - Uneeda - Van - Washington Heights - Wharton - Williams Mountain |